# Lwano (cours d'eau)
Pour les articles homonymes, voir Lwano.
La Lwano, aussi écrit Luano, est une rivière du Haut-Katanga en République démocratique du Congo et un affluent de la rivière Rwashi. 

## Géographie
La Lwano prend sa source au nord-est du centre-ville de Lubumbashi. Elle se jette dans la Rwashi à une dizaine de kilomètres à l’est de la ville.